# Austin Tappan Wright
Austin Tappan Wright (Hanover, 20 agosto 1883 – Santa Fe, 18 settembre 1931) è stato un giurista e scrittore statunitense noto principalmente per il romanzo Islandia, pubblicato postumo.

## Biografia
Figlio dell'antichista John Henry Wright e della scrittrice Mary Tappan Wright e fratello del geografo John Kirtland Wright, studiò presso l'Harvard College, dove si diplomò nel 1905, per poi iscriversi nel 1906 alla scuola di legge dell'Università di Harvard. Si laureò in giurisprudenza nel 1908.
Il 14 novembre 1912 sposò Margaret Garrad Stone, che gli diede quattro figli, William Austin, Sylvia, Phyllis e Benjamin.
Morì il 18 settembre 1931 a causa di un incidente stradale a Santa Fe.

### Carriera professionale
Dal 1908 al 1916 lavorò presso lo studio legale di Louis Brandeis a Boston, per poi andare a insegnare presso la scuola di giurisprudenza dell'Università della California - Berkeley, dal 1916 al 1924. La sua carriera da docente si interruppe durante la prima guerra mondiale, quando fu assistente consigliere allo United States Shipping Board a San Francisco. Dal 1919 al 1924 esercitò la professione legale presso lo studio Thatcher and Wright, sempre a San Francisco. Dal 1924 fino alla morte nel 1931 insegnò all'Università della Pennsylvania.
Insegnò anche all'Università di Stanford nel 1922, all'Università del Michigan nel 1924 e alla University of Southern California come professore invitato. Produsse una considerevole quantità di pubblicazioni in diverse riviste giuridiche, soprattutto per la California Law Review e la University of Pennsylvania Law Review.

### Letteratura
Mentre era in vita pubblicò un solo racconto dal titolo 1915? nel numero di aprile del The Atlantic del 1915. Tuttavia lavorò lungamente a un dettagliato universo utopico immaginario che ribattezzò Islandia. Tra le sue carte lasciò in un manoscritto di 2300 pagine un romanzo ambientato a Islandia, con appendici che includono un glossario della lingua islandiana, tavole demografiche e araldiche, un dizionario geografico e la storia di ciascuna delle province che formano la terra di Islandia. In un altro manoscritto lasciò la storia generale di Islandia.
Dopo la morte di Wright, la vedova revisionò e preparò il manoscritto per la pubblicazione; dopo la sua morte, avvenuta nel 1937, la figlia Sylvia completò l'opera di rifinitura e il testo fu pubblicato nel 1942 con il titolo Islandia insieme a un opuscolo promozionale di Basil Davenport dal titolo An introduction to Islandia; its history, customs, laws, language, and geography (Un'introduzione a Islandia; la sua storia, i costumi, le leggi, la lingua e la geografia) basato sulle appendici manoscritte.
Islandia divenne un romanzo di culto a cui lo scrittore Mark Saxton dedicò tre sequel.

## Opere

### Romanzi e racconti
- 1915 – 1915?
- 1942 – Islandia
- 1942 – An introduction to Islandia; its history, customs, laws, language, and geography (con Basil Davenport)
- 1981 – The Story of Alwina
- Islandia: History and Description (inedito)

### Drammi
- The Gossipers, a Play in Five Acts (inedito)

### Poesia
- 1906 – The Voyagers
- Dreams and Other Verses (inedito)

### Articoli accademici
- 1917 – Undisclosed Principal in California
- 1919 – Government Ownership and the Maritime Lien
- 1921 – California Partnership Law and the Uniform Partnership Act
- 1923 – Supervening Impossibility of Performing Conditions in Admiralty
- 1925 – Uniformity of Maritime Law in the United States
- 1926 – Opposition of the Law to Business Usages
- 1926 – Private Carriers and the Harter Act
- 1927 – The New Ohio General Corporation Act

### Saggi
- 1963 – An Islandian on the Islands: a Field Report

## Premi e riconoscimenti
- 2018 – candidatura al premio Retro Hugo per Islandia (1943)